# Федоров Сергій Петрович
Сергій Петрович Федоров (рос. Фёдоров Сергей Петрович; 11 (23) січня 1869 — † 15 січня 1936) — російський совєцький хірург, заслужений діяч науки РСФСР (1928), доктор медичних наук, професор. Засновник великої хірургічної школи, з якої вишли десятки спеціалістів, керівників хірургічних кафедр медичних інститутів у різних містах СРСР. Його по праву називають «батьком російської урології».

## Біографія
В 1891 р. закінчив медичний факультет Московського університету, пізніше працював у клініці А. А. Боброва. В 1895 р. захистив дисертацію «Экспериментально-клиническое исследование по вопросу о столбняке».
З 1903 по 1936 рік очолював кафедру госпітальної хірургічної клініки Військово-медичної академії. Одночасно з 1926 р. по 1933 рік керував Інститутом хірургічної невропатології.

## Наукова діяльність
Основним напрямком наукової діяльності С. П. Федорова були проблеми хірургії мочових та жовчних шляхів. Обширний досвід хірурга він узагальнив в «Атласе цитоскопии и ректоскопии» (1911), керівництві «Хирургия почек и мочеточников» (1923—1925), в монографії «Желчные камни и хирургия желчных путей» (1918).
Немало уваги С. П. Федоров приділяв і хірургії черевної порожнини, особливо хірургії шлунку.

## Вшанування пам'яті
Ім'я Сергія Петровича Федорова присвоєно кафедрі госпітальної хірургії Військово-медичної академії імені С. М. Кірова.